# Brandolini törvénye
Brandolini törvénye (vagy az aszimmetriaelv) egy internetes közmondás, amelyet Alberto Brandolini olasz programozó alkotott meg 2013-ban. Összehasonlítja a félretájékoztatás leleplezésének jelentős erőfeszítéseit a létrehozásuk viszonylagos könnyűségével. A közmondás kimondja:

„
A baromságok cáfolásához szükséges energia mennyisége egy nagyságrenddel nagyobb, mint amennyi az előállításukhoz szükséges.”

## Eredete
A közmondást Alberto Brandolini, egy olasz programozó fogalmazta meg nyilvánosan 2013 januárjában. Brandolini kijelentette, hogy Daniel Kahneman Gyors és lassú gondolkodás című művének elolvasása ihlette meg, közvetlenül azelőtt, hogy megnézett volna egy olasz politikai talkshow-t, amelyben Silvio Berlusconi volt miniszterelnök és Marco Travaglio újságíró is részt vett.

## Példák
2013-ban, nem sokkal a bostoni maratoni robbantás után, a közösségi médiában kezdett elterjedni az az állítás, hogy egy diák, aki túlélte a Sandy Hook Általános Iskolában történt lövöldözést, meghalt a robbantás következtében. A pletyka megcáfolására tett sok kísérlet – köztük Snopes vizsgálata – ellenére a hamis történetet több mint 92 000 ember osztotta meg, és a nagyobb hírügynökségek is foglalkoztak vele.